# Jerlan Turghymbajew
Jerlan Samanbekuly Turghymbajew (kasachisch Ерлан Заманбекұлы Тұрғымбаев, russisch Ерлан Заманбекович Тургумбаев Jerlan Samanbekowitsch Turgumbajew; * 14. August 1962 in Alma-Ata, Kasachische SSR) ist ein kasachischer Politiker.

## Leben
Jerlan Turghymbajew wurde 1962 in Alma-Ata geboren. Er schloss 1984 die Staatliche Kasachische Kirow-Universität als Anwalt ab. Einen weiteren Abschluss erlangte er 2003 an der Al-Farabi-Universität.
Seine berufliche Laufbahn begann er nach seinem Studium als Offizier der kriminalpolizeilichen Abteilung der Innenabteilung des Exekutivkomitees der Stadt Saran in der Oblast Karaganda. Ab 1986 arbeitete er in verschiedenen Positionen bei der Polizeibehörde des Stadtbezirks Alatau in Alma-Ata. Zwischen 1993 und 1995 war er stellvertretender Leiter der Ermittlungsabteilung der Polizeibehörde von Almaty und anschließend Leiter der Abteilung für innere Angelegenheiten des Stadtbezirks Bostandyq.
1996 wurde Turghymbajew Abteilungsleiter der Hauptsteuerpolizeidirektion des Staatlichen Steuerausschusses Kasachstans. Danach war er für kurze Zeit Leiter der Untersuchungsabteilung der Polizeibehörde von Almaty, Leiter der Polizeiabteilung des Stadtbezirks Schetissu sowie erneut stellvertretender Leiter der Polizeibehörde von Almaty. Im Jahr 2000 wechselte er ins kasachische Innenministerium, wo er bis Januar 2001 Abteilungsleiter war. Danach arbeitete er bis Februar des folgenden Jahres als geschäftsführender Direktor beim kasachischen Staatsunternehmen Kazatomprom, bevor er nochmals im kasachischen Innenministerium tätig war. Ab März 2003 arbeitete Turghymbajew als Leiter der Verwaltung für innere Angelegenheiten von Nordkasachstan. Diesen Posten hatte er bis Mai 2006 inne; anschließend bekleidete er wieder eine Position im Innenministerium und im Juli 2006 kehrte er nach Almaty zurück, wo er  Leiter der Abteilung für innere Angelegenheiten der Stadtverwaltung wurde.
Im Dezember 2012 wurde er zum stellvertretenden Innenminister ernannt. Seit dem 12. Februar 2019 war Turghymbajew Innenminister Kasachstans. Nach den landesweiten und gewalttätigen Unruhen im Januar 2022 mit mehr als 200 Toten wurde Turghymbajew am 25. Februar von Präsident Qassym-Schomart Toqajew als Innenminister entlassen. Er stand in der Kritik, für die Überwachung der Polizeibrutalität während der Unruhen und die mutmaßliche Folterung inhaftierter Personen verantwortlich gewesen zu sein. Anschließend war er bis August 2022 Berater des Präsidenten.
Im März 2024 berichteten mehrere kasachische Medien, dass ein Strafverfahren gegen Turghymbajew wegen der Unruhen 2022 eingeleitet wurde. Am 30. April 2024 gab die kasachische Generalstaatsanwaltschaft die Festnahme Turghymbajews bekannt; seine Festnahme am 29. April stehe im Zusammenhang mit den Ermittlungen zu den Unruhen. Konkret wurde ihm Amts- und Machtmissbrauch vorgeworfen. Nachdem er zuvor ein Schuldbekenntnis abgelegt hatte, wurde er im August 2024 von einem Gericht in Astana wegen Amtsmissbrauchs zu fünf Jahren Haft auf Bewährung verurteilt. Da das Verfahren als geheim eingestuft wurde und unter Ausschluss der Öffentlichkeit stattfand, sind keine Einzelheiten zu den genauen Vorwürfen gegen ihn bekannt.